# 王文華 (1887年)
王文華（1887年—1921年3月16日），字電輪、又字果严，男，貴州省興義府興義县人，黔军将领。

## 生平

### 貴州新軍的創設
王文華起初有志于学問。1906年（光緒三十二年）毕业于興義書院。翌年，入貴州通省公立中学。1909年（宣統元年），转入貴州優級選科師範文科。翌年，出任興義公立高等小学堂学監，其间在贵州经人介绍成为旧金山中国同盟会支部成員。1911年（宣統三年），升任高等小学堂長，并同何輯五（何应欽的弟弟）创设体育会。
辛亥革命之際，王文華隶属劉显世部隊，担任黔軍第4標管带。中華民国成立后，就任新軍营長。1913年（民国二年），滇軍唐继尧任貴州都督，王文華被任命为贵州省警察厅厅長。同年秋，唐继尧转任雲南都督，劉显世任護軍使，成为贵州省的最高軍政長官，王文華兼任副官長。当时，王文華向劉显世提议将原有的巡防营改革为新軍，改革实行后，王文華任黔軍第1团团長。

### 護国战争的活躍
1915年（民国四年）12月，雲南的蔡鍔、唐继尧发动護国战争。劉显世既不希望举起反袁世凱的旗帜，又不愿同唐继尧决裂。后经王文華、前任貴州巡按使戴戡的劝说，劉显世在軍事及政治压力下决定反袁。1916年（民国五年）1月27日，劉显世发表贵州独立宣言（反袁世凱宣言）。王文華被任命为護国第1軍左翼東路司令，率精鋭的黔軍3個团出击四川、湖南省境。王文華率黔軍在各地击败北洋政府軍隊，立下軍功，为護国軍的勝利作出貢献。
袁世凱死後，王文華就任黔軍第1師師長，出征四川省并一度担任四川軍務会办。其後，四川省的川軍指揮官进行抗争，王文華成为他们的攻击目标。1917年（民国6年）8月，王文華秘密赴上海，会见孫文并加入中華革命党。王文華以及支持孫文派的若干軍人被视为貴州省内的「新派」，而支持北洋政府（後为唐继尧）派的旧軍、政界及財经界实力人物在劉显世的领导下被视为「旧派」，双方逐渐对立。

### 兵变之后
1920年（民国九年）11月，王文華发动事变，将劉显世打倒，劉显世被迫下野（民九事变）。但是，王文華推翻了舅舅劉显世，而且对旧派要人进行杀戮，从而遭到批判，王文華无法回到貴州。于是，王文華推举支持孫文派的軍人盧燾代理黔軍总司令。王文華自己则以上海为据点，从事支援孫文的活動，准备过一个时期再回贵州。1921年（民国10年）3月16日，親近北洋政府的王文華的部下袁祖銘派刺客将王文華暗杀于上海。王文華享年35岁。

## 家庭
- 兄：王伯群
- 妹夫：何应钦
- 舅舅：刘显世